# Cyathicula microspora
Cyathicula microspora är en svampart som tillhör divisionen sporsäcksvampar, och som beskrevs av Josef Velenovský. Cyathicula microspora ingår i släktet Crocicreas, och familjen Helotiaceae. Arten är reproducerande i Sverige.